# Agave cocui
Espèce
Agave cocui est une espèce de plantes à fleurs de la famille des Asparagacées et de l'ordre des Asparagales.

## Description
C'est une plante vivace.

## Répartition
Elle est native du Venezuela, de Colombie, et des îles du Vent.

## Liste des variétés
Selon World Checklist of Selected Plant Families (WCSP) (4 sept. 2013) :
- Agave cocui Trel. (1913)

Selon Tropicos (4 sept. 2013) :
- variété Agave cocui var. cocui
- variété Agave cocui var. cucutensis Hummel
- variété Agave cocui var. laguayrensis Hummelinck